# فورت لادون (پنسیلوانیا)
فورت لادون (به انگلیسی: Fort Loudoun) یک حوزه سرشماری در ایالات متحده آمریکا است که در پنسیلوانیا واقع شده‌است.